# Veliki Borak
Veliki Borak (en serbe cyrillique : Велики Борак) est un village de Serbie situé dans la municipalité de Barajevo et sur le territoire de la ville de Belgrade. Selon les données du recensement de 2011, il compte 1 357 habitants,.

## Géographie

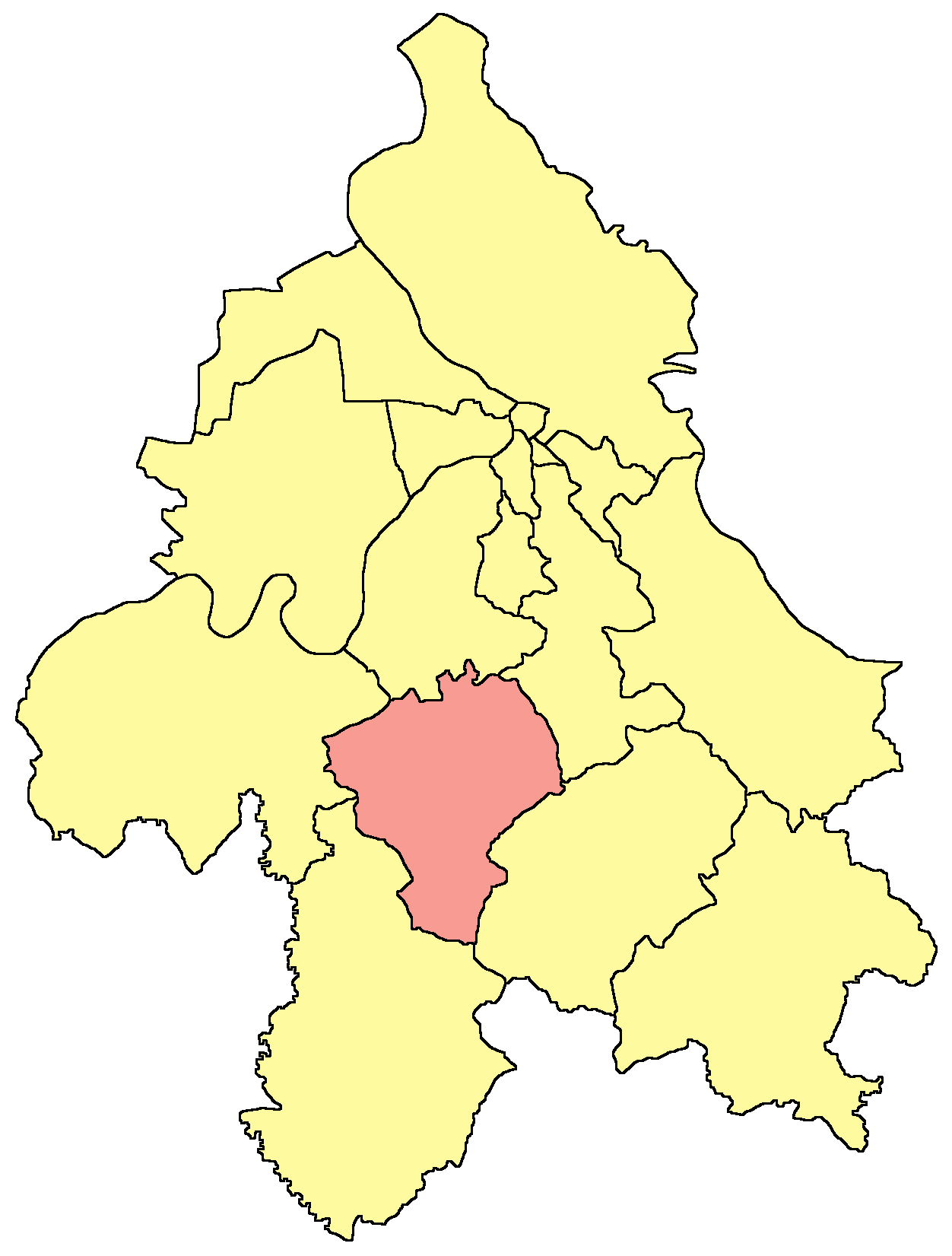
Localisation de la municipalité de Barajevo dans la ville de Belgrade

Veliki Borak est situé au sud-ouest de Barajevo, dans les faubourgs de Belgrade, et à 4 km l'est de l'Ibarska magistrala (la « route de l'Ibar »), près de la ligne ferroviaire Belgrade-Bar. Le village se trouve à la confluence de la Barajevska reka (la « rivière de Barajevo ») et de la rivière Beljanica (un affluent de la Kolubara).
Il est entouré par les localités suivantes :
| Šiljakovac                                      | Šiljakovac   |                    |
| Vrbovno et Leskovac (municipalité de Lazarevac) | Veliki Borak | Boždarevac Beljina |
|                                                 | Arnajevo     |                    |

## Histoire
Au moment du premier soulèvement serbe contre les Ottomans (1804-1813), Veliki Borak donna plusieurs chefs à la rébellion, dont le prince (knez) Sima Marković et Milisav Čamdžija, qui fut le premier à entrer dans la forteresse de Belgrade. La première Assemblée nationale de la Serbie en révolte se tint à Veliki Borak en 1805 ; il y fut décidé la création du Praviteljstvujušči sovjet serbski, qui fut le premier organe exécutif serbe moderne ; le prêtre Mateja Nenadović fut désigné comme le premier président de ce conseil et Pavle Popović, originaire de Vranić, devint le premier président du conseil exécutif de la nahija de Belgrade. La première poste de Serbie fut créée à Veliki Borak à l'époque de cette première insurrection.

## Démographie

### Évolution historique de la population
| 1948  | 1953  | 1961  | 1971  | 1981  | 1991  | 2002  | 2011   |
| ----- | ----- | ----- | ----- | ----- | ----- | ----- | ------ |
| 1 420 | 1 455 | 1 421 | 1 231 | 1 294 | 1 283 | 1 287 | 1 357, |

|  |

### Données de 2002
Pyramide des âges (2002)
En 2002, l'âge moyen de la population était de 40,7 ans pour les hommes et 44,1 ans pour les femmes.
Répartition de la population par nationalités (2002)
En 2002, les Serbes représentaient 96,96 % de la population.

### Données de 2011
En 2011, l'âge moyen de la population était de 43,5 ans, 42,3 ans pour les hommes et 44,8 ans pour les femmes.

## Personnalités
Sima Marković (1768-1817), prince (knez) et voïvode du premier soulèvement serbe contre les Ottomans, est né à Veliki Borak. Milisav Čamdžija, qui participa lui aussi à ce premier soulèvement, est né dans le village et est mort en 1815 ; il est enterré à Veliki Borak et sa tombe est aujourd'hui inscrite sur la liste des monuments culturels protégés de la république de Serbie (n° d'identifiant SK 800) et sur la liste des biens culturels de la ville de Belgrade,.